# Konkurs na Skrzypce Solo im. Tadeusza Wrońskiego
Konkurs im. Tadeusza Wrońskiego na skrzypce solo – konkurs skrzypcowy odbywający się w Warszawie w nieregularnych odstępach czasowych od 1990 roku, pierwotnie o zasięgu ogólnopolskim, a od czwartej edycji (1997) o zasięgu międzynarodowym. Jest to jedyny konkurs na skrzypce solo na świecie.
Początkowo był organizowany przez wybitnego polskiego skrzypka Tadeusza Wrońskiego, po jego śmierci przez córkę i przyjaciół, a następnie przez założoną przez nich Fundację Skrzypce im. Tadeusza Wrońskiego.

## Historia
Konkurs po raz pierwszy zorganizował w 1990 roku Tadeusz Wroński. Samodzielnie sfinansował nagrody, a w jury zasiadli jego przyjaciele. Wydarzenie odbyło się w warszawskiej Akademii Muzycznej w dniach 8–9 stycznia. Drugi konkurs, także zorganizowany własnymi siłami i oddolnie odbył się w styczniu 1992 roku. W lutym 1995 odbyła się trzecia edycja konkursu, w której po raz pierwszy wzięli udział uczestnicy spoza Polski, mimo że konkurs wciąż zaplanowany był jako krajowy. W związku z tym kolejna edycja konkursu, która odbyła się w kwietniu 1997, decyzją Ministerstwa Kultury i Sztuki oraz władz warszawskiej Akademii Muzycznej miała już charakter międzynarodowy. Wzięło w nim udział 30 skrzypków z 7 państw. 
W styczniu 2000 roku Tadeusz Wroński nagle zmarł w wieku 85 lat, niespełna trzy tygodnie przed zaplanowanym konkursem. Jego córka i przyjaciele zdecydowali się kontynuować jego dzieła, w związku z czym lutym 2000 roku odbyła się druga edycja konkursu jako międzynarodowego wydarzenia, a piąta edycja w ogóle. Szósta (trzecia międzynarodowa) edycja odbyła się w kwietniu 2004 roku, a zgłosiło się do niej 45 uczestników z 12 państw.
W 2007 roku zarejestrowano Fundację Skrzypce im. Tadeusza Wrońskiego, o której utworzeniu Tadeusz Wroński w przeszłości rzekomo niejednokrotnie myślał. We wrześniu 2009 roku odbył się IV międzynarodowy konkurs. W zapowiedziach podkreślano, że rok ten był związany z kilkoma ważnymi rocznicami z życia Tadeusza Wrońskiego: było to 55-lecie otrzymania tytułu profesora zwyczajnego w PWSM w Warszawie oraz założenia Związku Polskich Artystów Lutników przez prof. Tadeusza Wrońskiego, 45 lat od napisania opracowania pt. Zagadnienia gry skrzypcowej w czterech tomach: Intonacja, Aparat gry, Palcowanie, Technologia pracy, które przedstawiano jako „największe dzieło pedagogiczne polskiej wiolinistyki”, a także 15 lat od przyznania doktoratu honoris causa przez Akademię im. F. Chopina w Warszawie.
Piąta międzynarodowa edycja konkursu odbyła się w dn. 24–31 marca 2015 roku. Organizatorami byli Fundacja Skrzypce im. Tadeusza Wrońskiego oraz Uniwersytet Muzyczny im. Fryderyka Chopina. Na potrzeby konkursu Bartosz Kowalski skomponował utwór „In Affecto”, którego wykonanie było obowiązkowe w pierwszym etapie Koncert laureatów odbywał się 31 kwietnia, a poprzedzony został obchodami setnej rocznicy urodzin Tadeusza Wrońskiego, która przypadała 1 kwietnia. W konkursie wzięło udział 38 uczestników z 9 krajów.
W 2020 roku w szóstej międzynarodowej edycji wzięło udział 40 uczestników z 7 krajów, a wydarzenie zostało objęte Honorowym Patronatem Prezydenta RP Andrzeja Dudy. Wydarzenie odbywało się w dn. 23–30 września na Uniwersytecie Muzycznym im. Fryderyka Chopina w Warszawie. Pula nagród wyniosła 60 tys. euro, z czego 25 tys. przypadło zwycięzcy. Oprócz głównych nagród ustanowiono specjalne wyróżnienia w postaci koncertów dla laureatów Konkursu w sezonie artystycznym 2021/22 oraz nagrodę STOART – 10.tys. złotych przypadnie najciekawszej indywidualności Konkursu.
Na wrzesień 2025 roku zaplanowano VII międzynarodową edycję konkursu.

## Edycje
| L.p. | Data          | Nazwa                                                                          | Laureaci.                     | Laureaci.                     | Laureaci.                      | Źródło |
| L.p. | Data          | Nazwa                                                                          | I miejsce                     | II miejsce                    | III miejsce                    | Źródło |
| ---- | ------------- | ------------------------------------------------------------------------------ | ----------------------------- | ----------------------------- | ------------------------------ | ------ |
| 1.   | styczeń 1990  | I Ogólnopolski Konkurs Tadeusza Wrońskiego na Skrzypce Solo                    | Krzysztof Bąkowski            | Bartłomiej Nizioł             | Erika Dobosiewicz              | [ 1 ]  |
| 2.   | styczeń 1992  | II Ogólnopolski Konkurs Tadeusza Wrońskiego na Skrzypce Solo                   | Krzysztof Chorzelski          | Dominika Falger               | —                              | [ 1 ]  |
| 2.   | styczeń 1992  | II Ogólnopolski Konkurs Tadeusza Wrońskiego na Skrzypce Solo                   | Krzysztof Chorzelski          | Grażyna Sojka                 | —                              | [ 1 ]  |
| 3.   | luty 1995     | III Ogólnopolski Konkurs Tadeusza Wrońskiego na Skrzypce Solo                  | Ewa Pyrek                     | Patrycja Jopek                | Anna Rechlewicz                | [ 1 ]  |
| 4.   | kwiecień 1997 | IV Konkurs – I Międzynarodowy Konkurs na Skrzypce Solo im. Tadeusza Wrońskiego | Wilfried Hedenborg (Austria)  | Lisa Tien-un Lee (USA)        | Sebastian Liebig (Polska)      | [ 1 ]  |
| 5.   | luty 2000     | II Międzynarodowy Konkurs na Skrzypce Solo im. Tadeusza Wrońskiego             | Alona Bayeva (Rosja)          | Aude Perrin Durreau (Francja) | Grzegorz Szydło (Polska)       | [ 1 ]  |
| 6.   | kwiecień 2004 | III Międzynarodowy Konkurs na Skrzypce Solo im. Tadeusza Wrońskiego            | Eugen Tichindeleanu (Rumunia) | Katja Rachimova (Rosja)       | Magdalena Makowska (Polska)    | [ 1 ]  |
| 7.   | wrzesień 2009 | IV Międzynarodowy Konkurs na Skrzypce Solo im. Tadeusza Wrońskiego             | Hitoshi Ooka (Japonia)        | —                             | Christian Danowicz (Argentyna) | [ 1 ]  |
| 7.   | wrzesień 2009 | IV Międzynarodowy Konkurs na Skrzypce Solo im. Tadeusza Wrońskiego             | Igor Pikayzen (Rosja)         | —                             | Christian Danowicz (Argentyna) | [ 1 ]  |
| 8.   | marzec 2015   | V Międzynarodowy Konkurs na Skrzypce Solo im. Tadeusza Wrońskiego              | Orest Smovzh (Ukraina)        | Marta Kowalczyk (Polska)      | Roksana Kwaśnikowska, (Polska) | [ 1 ]  |
| 9.   | wrzesień 2020 | VI Międzynarodowy Konkurs na Skrzypce Solo im. Tadeusza Wrońskiego             | Issei Kurihara (Japonia)      | Aleksandra Kuls (Polska)      | Sara Dragan (Polska)           | [ 11 ] |
| 10.  | wrzesień 2025 | VII Międzynarodowy Konkurs na Skrzypce Solo im. Tadeusza Wrońskiego            | Zaplanowany                   | Zaplanowany                   | Zaplanowany                    |        |

## Znaczenie
Jest to jedyny koncert na skrzypce solo na świecie, w związku z czym Ruggiero Ricci określił ten konkurs jedynym prawdziwym skrzypcowym konkursem na świecie. Krzysztof Jakowicz stwierdził z kolei, że konkurs ten to alpinizm w grze na skrzypcach.